# Mahaica (fleuve)
Le Mahaica est un fleuve du Guyana se jetant dans l’océan Atlantique.

## Faune
Quelque 150 espèces d’oiseaux sont présentes le long de la rivière. Parmi elles : 
- Conure cuivrée ;
- Hoazin huppé ;
- Caracara à tête jaune ;
- Bihoreau gris ;
- Martin-pêcheur à ventre roux ;
- Jacamar à ventre blanc ;
- Paroare rougecap ;
- Pigeon rousset ;
- Buse à tête blanche ;
- Ani à bec lisse[1].